# 郭階三
郭阶三（1778年—1856年），字世敦，号介平，福建侯官（今福州市）人，祖籍福清。

## 生平
嘉庆二十一年（1816）举人，曾任县学教谕，生五子皆登科第，分别是郭柏心（道光壬辰科举人，1832年）、郭柏蔚（道光甲午科举人，1834年）、郭柏荫（道光壬辰科进士、翰林，1832年）、郭柏苍（道光庚子恩科举人，1840年）、郭柏芗（道光辛亥恩科举人，1851年）。